# Производственная улица (Казань)
Улица Производственная (тат. Җитештерү урамы, Citeşterü uramı) — улица в историческом районе Николаевская слобода Приволжского района Казани. 

## География
Пересекается со следующими улицами:
- улица Фаткуллина
- улица Братьев Петряевых
- улица Ватутина

## История
До революции 1917 года носила название Николаевская улица и относилась к 5-й полицейской части. 23 сентября 1924 года переименована в Вахитовскую улицу (варианты названия: Вахитова, Мулланура Вахитова). Современное название присвоено в августе 1985 года; в это же время имя Вахитова было дано улице в заречной части Казани.
В первые годы советской власти административно относилась к 5-й части города; после введения в городе административных районов относилась к Сталинскому (с 1956 года Приволжскому) району.

## Примечательные объекты
- угол с улицей Фаткуллина — Азимовская мечеть.
- №13 (снесён) — общежитие завода имени Вахитова.[18]
- №18 — исправительная колония № 2.[19]

### Комментарии
1. ↑  название на татарском языке — Никалайски урам[2]